# Ampelsari (Pasrepan)
Ampelsari is een bestuurslaag in het regentschap Pasuruan van de provincie Oost-Java, Indonesië. Ampelsari telt 4415 inwoners (volkstelling 2010).